# HMS Vinö (M65)
HMS Vinö (M65) var en minsvepare i svenska flottan av Arkö-klass. Vinös vapen var i guld med en spelande svart orre med röd beväring. Såldes 1984 till Zürich, Schweiz. Vidare öden okända.
1986 köptes hon av en man från Varberg för att renoveras och konverteras till lustjakt, planerna grusades då hon ej beviljades tillträde till Falkenbergs hamn. Hon såldes då vidare och hamnade i dansk ägo. 